# PowerBook

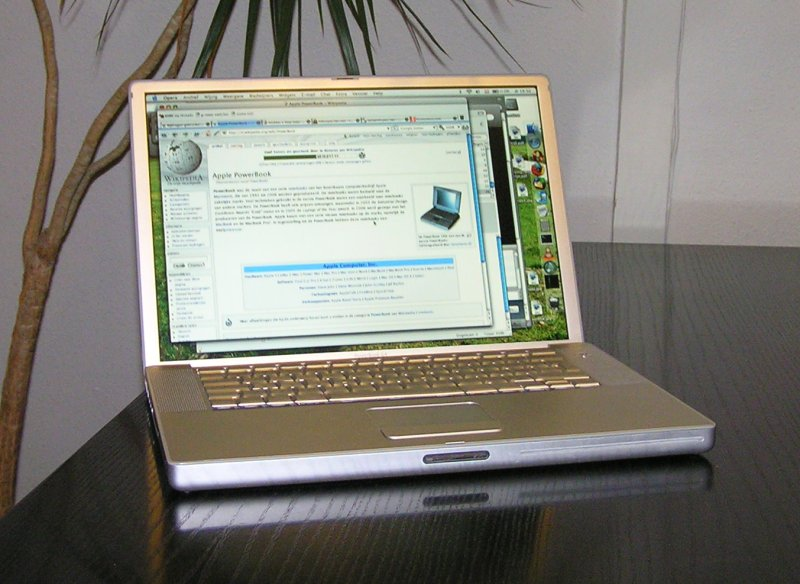
PowerBook G4, in aluminium behuizing.

De PowerBook is een serie laptops van het Amerikaanse computerbedrijf Apple Inc., die van 1991 tot 2006 zijn geproduceerd. Deze laptops waren bedoeld voor de professionele gebruiker, terwijl de iBook serie voornamelijk gericht was op de algemene consument. Vele technieken toegepast in de PowerBook serie dienden als voorbeeld voor laptops van andere fabrikanten. De PowerBook heeft gedurende haar bestaan vele prijzen gewonnen, waaronder in 2001 de Industrial Design Excellence Awards "Gold" status en in 2005 de Laptop of the Year award.
Tegen het einde van 2005 werd gestopt met het produceren van de PowerBook familie. Apple kwam in 2006 met een serie nieuwe laptops op de markt, namelijk de MacBook als opvolger van de iBook en de MacBook Pro als opvolger van de PowerBook. De nieuwe modellen bevatten grote veranderingen, waarbij het vervangen van de PowerPC processor met een Intel processor het meest opvallend is.
Kenmerkend voor de laatste generaties PowerBook, zoals de hier afgebeelde aluminium G4, is het aan de achterzijde scharnierende deksel. Hiervoor zijn alle poorten voor verbindingen en randapparatuur aan de zijkanten aangebracht.

## Lijst van modellen

### Motorola-gebaseerde processor
- PowerBook 100-serie (1991-1996)
- PowerBook Duo (1992-1996)
- PowerBook 500-serie (1994-1996)

### PowerPC-gebaseerde processor
- PowerBook 5300 (1995-1996)
- PowerBook Duo 2300c (1995-1997)
- PowerBook 1400 (1996-1998)
- PowerBook 2400c (1997-1998)
- PowerBook 3400c (1997)
- PowerBook G3 (1997-2001)
- PowerBook G4 (2001-2006)

## Bekende problemen
Er waren met de PowerBook 5300 bekende problemen met stabiliteit en lithium-ion-accu's die in specifieke gevallen in brand konden raken. Apple kondigde een terugroepactie aan om de defecte accu's te vervangen.
Ook met PowerBook G4's waren er problemen met accu's. Een mogelijke kortsluiting kon oververhitting veroorzaken, en kon leiden tot brandgevaar.